# Henric Horn af Åminne
Henric Arvid Bengt Christer Horn af Åminne, född 12 mars 1880 i Stockholm, död 6 december 1947 i Stockholm, var en svensk greve och ryttare.
Han var son till Arvid Gustaf Sigismund Horn af Åminne och Charlotta Blomstedt, och bror till bland andra Gustaf Horn af Åminne. Han blev olympisk guldmedaljör i Stockholm 1912.